# Piergiorgio Allera
Piergiorgio Allera (Torino, 13 novembre 1936) è un politico italiano.
È stato membro della Camera dei deputati nella V e nella VI Legislatura.

## Biografia
Fu eletto alla Camera per il Partito Comunista Italiano nella circoscrizione di Torino alle elezioni politiche del 1968. Nel 1972, alle elezioni successive, risultò il primo dei non eletti ma nel 1974 subentrò alla Camera al posto del dimissionario Tullio Benedetti.